# Antalyas flygplats
Antalyas flygplats (IATA: AYT, ICAO: LTAI) (turkiska: Antalya Havalimanı) är en internationell flygplats belägen 13 kilometer nordöst om centrala Antalya i Turkiet, och det är södra Turkiets största flygplats. Andra flygplatser som försörjer södra Turkiet är Bodrum flygplats och Dalamans flygplats. Den har två utrikesterminaler och en inrikesterminal. De flesta resenärerna som använder flygplatsen är turister som besöker landets semesterorter, som Side, Belek, Kemer mm. 
2015 hade flygplatsen 27 724 249 resenärer, varav drygt 20,8 miljoner var internationella.